# Zaisan-Mull-Lemming
Der Zaisan-Mull-Lemming (Ellobius tancrei) ist ein Nagetier in der Familie der Wühler (Cricetidae), das in Zentralasien vorkommt. Er wird als nicht gefährdet (Least Concern) gelistet.

## Merkmale
Die Art erreicht eine Kopf-Rumpf-Länge von 95 bis 130 mm, eine Schwanzlänge von 8 bis 20 mm sowie ein Gewicht von 30 bis 88 g. Das weiche samtige Fell variiert in der Färbung zwischen braunen und grauen Tönen, manche Exemplare sind am Bauch nahezu weiß. Kennzeichnend sind dunkelbraune Flecken zwischen den Augen und den Ohröffnungen. Wie bei anderen Arten der Gattung kommt anstelle der Ohrmuschel nur eine 4 mm hohe Wulst vor. An der Schwanzspitze befindet sich eine kleine Quaste aus grauweißen Haaren. Die Krallen an den Füßen sind für ein grabendes Säugetier eher klein. Der Zaisan-Mull-Lemming gräbt vorwiegend mit seinen großen Schneidezähnen.

## Verbreitung und Lebensraum
Dieser Mull-Lemming kommt von Turkmenistan, Usbekistan und Kasachstan über die Mongolei und die russische Republik Tuwa bis in die nördliche Volksrepublik China (Xinjiang, Innere Mongolei, Gansu, Shaanxi) vor. Er bewohnt Wüsten, Halbwüsten, Steppen und andere grasbewachsene Gebiete. Dort bevorzugt er feuchte Täler und Strandbereiche an Seen und Wasserläufen.

## Lebensweise
Der Zaisan-Mull-Lemming gräbt komplexe Tunnelsysteme mit Gängen, die 10 bis 40 cm tief liegen und einen Durchmesser von 5 bis 6 cm haben. Die Wohn- und Lagerungskammern befinden sich etwa 50 bis 70 cm unter der Erdoberfläche. Die Art kann tag- und nachtaktiv sein, sie kommt jedoch nur selten bei Tageslicht an die Oberfläche. Die Nahrung besteht vorwiegend aus unterirdischen Pflanzenteilen wie Wurzeln und Knollen. Der Warnruf erinnert an Vogelgezwitscher.
Die Fortpflanzung findet in der warmen Jahreszeit zwischen April und September statt. Weibchen haben pro Saison bis zu sieben Würfe. Nach einer Trächtigkeit von etwa 26 Tagen werden 3 bis 4 Junge geboren, bei sehr gutem Nahrungsangebot bis zu 7. Allgemein liegen 34 bis 36 Tage zwischen zwei Würfen. Die Mutter säugt ihre Jungen etwa zwei Monate und etwa einen Monat später sind sie geschlechtsreif.

## Taxonomie
Die Erstbeschreibung erfolgte 1884 durch den Zoologen Wilhelm Blasius, der den Zaisan-Mull-Lemming Ellobius tancrei Blasius, 1884, zu Ehren des Anklamer Seifenfabrikanten und Naturalienhändlers Rudolf Tancré benannte.
Die Population wurde bis in die 1980er Jahre von vielen Autoren zum Nördlichen Mull-Lemming (Ellobius talpinus) gerechnet. Die Arten unterscheiden sich in verschiedenen morphologischen Details und im Aufbau der Chromosomen.

## Chromosomen
The Karyotyp ist variabel, mit 2n = 32-54. Das Y-Chromosom ist verloren gegangen, ähnlich wie im Fall E. lutescens, allerdings haben im Unterschied zu E. lutescens sowohl Männchen als auch Weibchen ein Paar X-Chromosomen.